# Fina estampa
«Fina estampa» es una canción de 1956 escrita por la peruana Chabuca Granda, e interpretada por primera vez en 1961 en el disco Lo mejor de Chabuca Granda por el grupo Los Cinco, compuesto por Maribel Freundt, Jorge Sabogal, Patricio Sabogal, Raúl Chueca y Jorge Hawie. La canción fue interpretada por la propia Chabuca en 1973 en el álbum Grande de América.
Esta canción, conjuntamente con La flor de la canela y El Cóndor Pasa, constituyen las tres canciones más representativas  del Perú. 
Chabuca escribió este vals peruano en homenaje a su padre, el ingeniero de minas Eduardo Antonio Granda San Bartolomé. La canción relata la elegancia de la vestimenta de la burguesía de finales del siglo XIX.

## Versiones
La canción fue popularizada internacionalmente por la cantante española María Dolores Pradera. También Libertad Lamarque la interpretó en la película de 1974 Negro es un bello color. Por otro lado, ha sido parte del repertorio musical de artistas como Edith Barr, Nati Mistral, La Sole y Fito Páez, y llevándolo a otros géneros como la salsa en una versión de Celia Cruz, ranchera interpretada por Aída Cuevas y Carmen Cardenal, como un jazz por Cabernet Vocal y a ritmo de bossa nova por Caetano Veloso. Una versión del tema fue incluida por la cantautora uruguaya Marisol Redondo en su "Swiss Tour 2022". 